# Batracharta cossoides
Batracharta cossoides là một loài bướm đêm trong họ Noctuidae.